# Theridion trahax
Theridion trahax là một loài nhện trong họ Theridiidae.
Loài này thuộc chi Theridion. Theridion trahax được John Blackwall miêu tả năm 1866.